# Lastras de Cuéllar
Lastras de Cuéllar település Spanyolországban, Segovia tartományban. Lastras de Cuéllar Hontalbilla, Torrecilla del Pinar, Fuentidueña, Cantalejo, Cabezuela, Sauquillo de Cabezas, Aguilafuente és Zarzuela del Pinar községekkel határos. Lakosainak száma 307 fő (2024).

## Népesség
A település népessége az elmúlt években az alábbi módon változott:
| Lakosok száma | 553  | 487  | 439  | 460  | 447  | 410  | 375  | 358  | 322  | 307  |
|               | 2001 | 2004 | 2007 | 2009 | 2012 | 2014 | 2017 | 2019 | 2022 | 2024 |